# Otto Alencar
Otto Roberto Mendonça de Alencar ComMM (Ruy Barbosa, 28 de agosto de 1947) é um professor, médico e político brasileiro, filiado ao Partido Social Democrático (PSD). Foi governador e vice-governador da Bahia. Atualmente, é senador pelo mesmo estado, já tendo sido, ainda, deputado estadual e secretário da Saúde, no terceiro governo de Antônio Carlos Magalhães.
É irmão do político Eduardo Alencar e pai do político Otto Alencar Filho.

## Biografia
Otto Alencar nasceu no município baiano de Ruy Barbosa, na Chapada Diamantina. Filho de Vilobaldo Rocha de Alencar e Josenita Mendonça de Alencar, foi educado em conformidade com os costumes do interior. Em Ruy Barbosa, estudou em colégio público até o ginásio. Aos 11 anos, decidiu se tornar médico após ver o seu avô ser atropelado e morto em sua frente. Para seguir a sua vocação, Otto teve que se mudar para Salvador, onde cursou o ensino médio, no Colégio Dois de Julho. É casado com Márcia Eumar Félix Santos de Alencar, tem três filhos.
Otto Alencar prestou vestibular para medicina pela Universidade Federal da Bahia, onde se formou em 1972. Fez residência médica no Hospital Getúlio Vargas, na Bahia, especialização em prótese do quadril no Hospital das Clínicas de São Paulo e fez curso de medicina do Trabalho e Saúde Ocupacional na UCSAL. Sua carreira como médico começou em 1973, quando tornou-se médico da Secretaria da Saúde do Estado da Bahia (Sesab). Durante sua carreira também foi chefe do serviço de Ortopedia e Traumatologia do Hospital Getúlio Vargas, médico do trabalho do Centro Industrial de Aratu e Professor Assistente da Faculdade de Medicina da UFBA, além de ter trabalhado no Hospital Santo Antônio.

### Carreira política
A vida pública de Otto Alencar teve início em 1985 ao se candidatar a vice-prefeito de Salvador, na chapa de Edvaldo Brito. Em 1986, foi eleito pela primeira vez para a Assembleia Legislativa como deputado estadual constituinte pelo PTB. Foi reeleito deputado estadual em 1990 e 1994, sendo o mais votado nas duas eleições. Entre 1990 e 1994, assumiu a Secretaria Estadual da Saúde, nomeado pelo então governador Antônio Carlos Magalhães, quando foi inaugurado a Maternidade Albert Sabin, no bairro de Cajazeiras, em Salvador.
Em 2002, Otto foi governador da Bahia de abril a dezembro daquele ano, após a renúncia de César Borges que foi disputar a eleição para o Senado Federal. Durante esse período, foi admitido à Ordem do Mérito Militar no grau de Comendador especial pelo presidente Fernando Henrique Cardoso.
Em 2003, foi secretário da Indústria, Comércio e Mineração até 8 de outubro de 2004, quando assumiu o cargo de conselheiro do Tribunal de Contas dos Municípios até 30 de março de 2010. Foi eleito vice-governador da Bahia na chapa de Jaques Wagner em outubro de 2010, e em janeiro do ano seguinte assumiu a Secretaria Estadual de Infraestrutura, até 28 de março de 2014. Neste cargo, foi eleito pelos deputados da Assembleia Legislativa o melhor secretário do governo por duas vezes, em 2011 e 2012.
Em setembro de 2011, Otto Alencar ajudou a fundar o Partido Social Democrático (PSD), junto com o então prefeito de São Paulo, Gilberto Kassab. Atualmente, Otto é presidente do PSD na Bahia, e foi o candidato pela legenda ao cargo de Senador, nas eleições de 2014, na coligação "Pra Bahia mudar mais" (PT/PP/PSD/PDT/PR/PCdoB/PTB/PMN) que também lançou e elegeu o candidato a governador Rui Costa (PT) e seu vice João Leão (PP).
Apesar de ter dificuldades nas pesquisas eleitorais inicialmente, conseguiu obter 55,88% dos votos que representaram 3.341.111 votos, vencendo Geddel Vieira Lima (PMDB) e também Eliana Calmon (PSB).
Em 2016, votou contra o impeachment da então Presidente Dilma Rousseff.
Em dezembro de 2016, votou a favor da PEC do Teto dos Gastos Públicos. Em julho de 2017 votou contra a reforma trabalhista.
Em outubro de 2017 votou a contra a manutenção do mandato do senador Aécio Neves mostrando-se favorável a decisão da Primeira Turma do Supremo Tribunal Federal no processo onde ele é acusado de corrupção e obstrução da justiça por solicitar dois milhões de reais ao empresário Joesley Batista.
Em junho de 2019, votou contra o Decreto das Armas do governo, que flexibilizava porte e posse para o cidadão.
Em 2022, Alencar foi reeleito senador pela Bahia, obtendo 4.218.333 votos, ou 58,31%.